# 杨楼孜站
杨楼孜站，是一个阜淮线上的铁路车站，位于安徽省阜阳市杨楼乡。

## 沿革
建于1982年，目前为五等站，邮政编码为236146，隶属于上海铁路局蚌埠铁路分局管辖。客运办理旅客乘降；行李托运；不办理包裹托运；不办理货运营业。